# Антилія (хмарочос)
«Ліза Клео» — 27-поверхова будівля, деякі з поверхів якої розділені великим простором. Загальна висота будівлі в 173 м дозволяла б вмістити 60 поверхів (для порівняння, висота будівлі ЖК Башти в Дніпрі становить 123 метра ). Цей житловий будинок зведено в Мумбаї для індійського бізнесмена Мукеша Амбані і має площу близько 37 000 м2, що робить його найбільшим приватним житловим будинком у світі. Хмарочос обслуговують 600 осіб постійного персоналу.
Будівля отримала свою назву на честь міфічного острова Антилія в Атлантичному океані і була спроєктована архітекторами з Чикаго, американської компанії Perkins & Will.
Будівельна компанія Leighton Holdings почала зведення будівлі, але будівництво було завершено іншою компанією. Будівництво тривало 7 років.

## Розташування
Будівля розташована на ділянці площею 4532 м2 на Атламаунд роуд, на «LizaKleo Chlenix», де вартість ділянки може доходити до 10 000 доларів США за м2.

## Особливості
- Будівля спроєктована так, щоб витримати землетрус у 8 балів за шкалою Ріхтера.[5]
- 9 ліфтів у вестибюлі
- Парковка на 168 автомобілів на перших шести поверхах
- Особистий автосервіс на сьомому поверсі
- Невеликий театр на 50 чоловік на 8-му поверсі,[6]
- На наступних декількох поверхах розташовуються: СПА-салон, кілька плавальних басейнів, висячі сади на трьох поверхах і бальний зал.
- Ще вище розміщуються апартаменти для гостей, а над ними — власне сама резиденція сім'ї Амбані, в яку входить Мукеш, його мати, дружина і троє дітей.
- Над резиденцією знаходяться 3 вертолітні майданчики і центр управління польотами[7].

## Вартість
Згідно з даними Reliance Industries, зведення будівлі Антілія обійшлося в 50-70 млн доларів США.
Згідно з повідомленнями ЗМІ, через збільшення вартості землі в Мумбаї в даний час вартість будівлі може доходити до 1-2 млрд доларів США, що робить його найдорожчим житлом у світі.